# ソウルベリー子爵
ソウルベリー子爵（英語: Viscount Soulbury）はイギリスの子爵、貴族。連合王国貴族爵位。保守党の政治家ハーウォルド・ラムズボサムが1954年に叙位されたことに始まる。

## 歴史
ハーウォルド・ラムズボサム(1887-1971)は年金担当相や教育庁長官等の顕職を歴任した保守党の政治家である。彼は1941年に連合王国貴族として「バッキンガム州ソウルベリーのソウルベリー男爵(Baron Soulbury, of Soulbury in the County of Buckingham)」に叙された。ハーウォルドはさらにセイロン総督退任後の1954年に「バッキンガム州ソウルベリーのソウルベリー子爵(Viscount Soulbury, of Soulbury in the County of Buckingham)」に昇叙したが、これがソウルベリー子爵家の端緒となる。初代子爵の死後は、長男ジェームズが爵位を相続した。
2代子爵ジェームズ(1915–2004)は1999年の貴族院法制定まで貴族院に議席を有した。彼に子がなかったため、爵位は弟ピーターが継承した。
3代子爵ピーター(1919–2010)は襲爵以前は外交官として活動して、駐米英国大使やキプロス高等弁務官、バミューダ総督を歴任している。彼は晩年の2004年に爵位を兄より継いだのち2010年に死去、爵位は長男オリヴァーが継いでいる。
4代子爵オリヴァー(1943-)が2020年現在のソウルベリー子爵家当主である。
爵位と一族にかかるモットーは、『力ではなく美徳によって(Non Vi Sed Virtute)』。

## 現当主の保有爵位
現当主である第4代ソウルベリー子爵オリヴァー・ラムズボサムは以下の爵位を有する。
- 第4代バッキンガム州ソウルベリーのソウルベリー子爵(4th Viscount Soulbury, of Soulbury in the County of Buckingham)
(1954年7月16日の勅許状による連合王国貴族爵位)

- 第4代バッキンガム州ソウルベリーのソウルベリー男爵(4th Baron Soulbury, of Soulbury in the County of Buckingham)
(1941年8月6日の勅許状による連合王国貴族爵位)

## ソウルベリー子爵（1954年）
- 初代ソウルベリー子爵ハーウォルド・ラムズボサム（英語版） (1887–1971)

- 第2代ソウルベリー子爵ジェームズ・ハーウォルド・ラムズボサム（英語版） (1915–2004)

- 第3代ソウルベリー子爵ピーター・エドワード・ラムズボサム（英語版） (1919–2010) (ただし、その生涯で爵位の称号を用いず)

- 第4代ソウルベリー子爵オリヴァー・ピーター・ラムズボサム (1943-) (ただし、爵位の称号を用いず)

爵位の法定推定相続人は、現当主の息子であるエドワード・ハーウォルド・ラムズボサム閣下(1966-)。

### 註釈
1. ↑  ただし、1975年に議員となり1999年に議席喪失するまでの発言数は0[6]。